# Sarajewo (film)
Sarajewo (oryg. Sarajevo) – austriacko-czeski film telewizyjny z 2014 roku w reżyserii Andreasa Prochaski. Akcja rozgrywa się wokół wydarzeń związanych z zamachem w Sarajewie w 1914 roku. Zdjęcia kręcono w Wiedniu i Hradec Králové.

## Fabuła
Arcyksiążę Franciszek Ferdynand wraz z żoną Zofią przybywają z wizytą do Sarajewa, stolicy anektowanej kilka lat wcześniej przez Austriaków Bośni. W trakcie przejazdu przez miasto dochodzi do nieudanego zamachu bombowego na limuzynę wiozącą parę arcyksiążęcą. Po zamachu sędzia śledczy Leo Pfeffer otrzymuje zadanie schwytania osoby odpowiedzialnej za atak. Podczas przesłuchania podejrzanego Pfeffer dowiaduje się, że doszło do drugiego ataku na arcyksięcia i jego małżonkę, tym razem skutecznego. Schwytani podejrzani to bośniaccy Serbowie. Śledztwo zmierza w kierunku oskarżenia Serbii o organizację zamachu, a w powietrzu wisi wybuch wojny.
W trakcie prowadzonego dochodzenia Pfeffer odkrywa kolejne nieprawidłowości, m.in. małą liczbę policjantów (36) patrolujących trasę, którą podróżował arcyksiążę, zmianę trasy przez samochód otwierający konwój, co ułatwiło zamachowcy wykonanie strzałów. Podczas tortur jeden ze sprawców przyznaje się do winy, znikają dowody i świadkowie. W trakcie swoich działań Pfeffer napotyka kolejne niespójności, ale jego przełożeni zmuszają go do zakończenia śledztwa.
W miarę rozwoju śledztwa Pfeffer dociera do informacji o związkach zamachowców z austro-węgierskimi politykami i wojskowymi.

## Obsada
- Florian Teichtmeister jako Leo Pfeffer
- Reinhard Forcher jako Franciszek Ferdynand Habsburg
- Michaela Ehrenstein jako Zofia von Chotek
- Eugen Knecht jako Gavrilo Princip
- Mateusz Dopieralski jako Nedeljko Čabrinović
- Erwin Steinhauer jako Oskar Potiorek
- Heino Ferch jako doktor Herbert Sattler
- Melika Foroutan jako Marija Jeftanovic
- Juraj Kukura jako Stojan Jeftanovic
- Edin Hasanović jako Danilo Ilić
- Simon Hatzl jako Komisarz Policji Strametz
- Martin Leutgeb jako policjant Schimpf
- Karin Lischka jako Frau Ofner
- Juergen Maurer jako Justizchef Fiedler
- Michael Menzel jako Sekretär Körner
- Friedrich von Thun jako Sektionsrat Wiesner
- Dominik Warta jako Peter Dörre

## Nagrody
Film otrzymał następujące nagrody i nominacje:
- Festiwal Filmów Telewizyjnych Baden-Baden 2014 – nominacja do nagrody widzów kanału 3sat: Andreas Prochaska[1]
- Nagroda Niemieckiej Akademii Telewizyjnej 2014[2]
  - Nominacja w kategorii Najlepszy aktor, główna rola: Florian Teichtmeister
  - Nominacja w kategorii Najlepszy scenariusz: Martin Ambrosch
  - Nominacja w kategorii Najlepsza obsada: Nicole Schmied
- Fernsehpreis der Österreichischen Erwachsenenbildung 2014 (austriacka nagroda telewizyjna poświęcona edukacji dorosłych) – Nagroda w kategorii Film telewizyjny: Andreas Prochaska, Martin Ambrosch[3]
- Jupiter Award 2015 – Nominacja w kategorii Najlepszy niemiecki aktor telewizyjny: Heino Ferch[4]
- Jasmine International Video Film Festival w Amolu[5]
  - Nagroda w kategorii Najlepszy film
  - Nagroda w kategorii Najlepszy reżyser: Andreas Prochaska
  - Nagroda w kategorii Najlepszy aktor: Florian Teichtmeister

## Źródła
- Boyd van Hoeij: Sarajevo (Das Attentat: Sarajevo 1914): Film Review. The Hollywood Reporter, 2014-04-13. [dostęp 2020-12-26]. (ang.).
- Rainer Tittelbach: Fernsehfilm „Das Attentat – Sarajevo 1914“. [dostęp 2020-12-27]. (niem.).